# Styloctenium mindorensis
Espèce
Statut de conservation UICN

 EN  : En danger
Styloctenium mindorensis est une espèce de chauve-souris frugivore de la famille des Pteropodidae.

## Distribution
Cette espèce est endémique de l'île de Mindoro aux Philippines à 150 km au sud-ouest de Manille[réf. souhaitée].

## Description
De couleur rousse, elle se distingue des autres Megachiroptera par ses trois bandes blanches sur la face.

## Publication originale
- Esselstyn, 2007 : A new species of stripe-faced fruit bat (Chiroptera: Pteropodidae: Styloctenium) from the Philippines. Journal of Mammalogy, 88-4 pp 951-958.